# Heinrich Ledebur
Heinrich Ledebur (* im 16. Jahrhundert; † 5. Januar 1629) war Domherr in Münster und Assessor der Landpfennigkammer.

## Leben
Heinrich Ledebur entstammte dem westfälischen Adelsgeschlecht Ledebur und war der Sohn des Heinrich Ledebur zu Bruchmühlen und Royenhagen und dessen Gemahlin Caspara Schencking. Er wurde vom Domdechanten Bernhard Korff gen. Schmising für das Kanonikat des verstorbenen Domherrn Hermann von Wachtendonck präsentiert und kam am 25. Oktober 1581 in den Besitz der münsterschen Dompräbende. Nach dem Tode des Heinrich von Raesfeld optierte er am 29. April 1597 das Dompropsteilehen Käsamt. Eine weitere Option legte er auf die Obedienz Buldern, nachdem der Domherr Rotger von der Horst verstorben war. Das Domkapitel hatte hiergegen Bedenken, weil Philipp Jakob Husmann von Namedy zuerst optiert hatte. Daraufhin verzichtete Heinrich. Am 13. September 1608 brachte er das Archidiakonat Winterswijk mit der Propstei St. Ludgeri Münster zusammen. Fünf Jahre später gab er das Archidiakonat auf und übernahm das Archidiakonat Billerbeck. Seine Wahl zum Kellnereiassessor und Assessor der Landpfennigkammer fiel auf den 15. Februar 1619.

## Sonstiges
Am 2. Januar 1629 – kurz vor seinem Tod – setzte Heinrich in einem Kodizill seinen Sohn Heinrich, der aus dem Konkubinat mit Elisabeth von Soest stammte, zum Haupterben ein. Zur damaligen Zeit war es nicht unüblich, dass Geistliche mit ihren Konkubinen zusammenlebten. Dies war wohl darin begründet, dass die Regelungen des Zölibats durch das Augsburger Interim aus dem Jahre 1548 eine deutliche Milderung erfuhren.